# Ophiacantha brachygnatha
Ophiacantha brachygnatha är en ormstjärneart som beskrevs av Hubert Lyman Clark 1928. Ophiacantha brachygnatha ingår i släktet Ophiacantha och familjen knotterormstjärnor. Inga underarter finns listade i Catalogue of Life.